# Acer shenzhenensis
Acer shenzhenensis är en kinesträdsväxtart som beskrevs av R.H.Miao & X.M.Wang. Acer shenzhenensis ingår i släktet lönnar, och familjen kinesträdsväxter. Inga underarter finns listade i Catalogue of Life.